# Урочище Бурти
Уро́чище Бу́рти, Бу́рти — комплексна пам'ятка природи загальнодержавного значення. Розташована у Золотоніському (колишньому Чорнобаївському) районі Черкаської області, неподалік від села Лящівки.
Площа 10 га. Охоронний режим встановлено як об'єктові природно-заповідного фонду Постановою Ради Міністрів УРСР від 16.10.1975 р. № 780-р. Установа, у віданні якої перебуває об'єкт, — Іркліївська сільська громада.
Охороняються лісовий масив (площа 3 га) та лучно-степові фітоценози на залишках земляних валів давньоруської фортеці XII ст. (площа до 4 га) на правому березі річки Сули.
Лісова рослинність вкриває терасовані північно-східні схили річкової долини. У штучних насадженнях переважає робінія звичайна (біла акація), є також ясен звичайний, тополя чорна, осика, груша дика.
Трав'яний ярус з домінуванням чистотілу великого (до 70 %). У південно-західній частині збереглися ділянки лучно-степової рослинності, найцінніші у природоохоронному плані, з участю ковили волосистої (занесена до Червоної книги України), костриці Беккера, костриці лучної та костриці червоної. Ростуть дивина фіолетова, чебрець Маршаллів, перстач розлогий, молочай степовий і молочай Калениченка. У складі флори — 67 видів рослин.
Урочище має важливе значення як об'єкт, представлений кількома біотопами, що мають мозаїчну структуру.

## Галерея

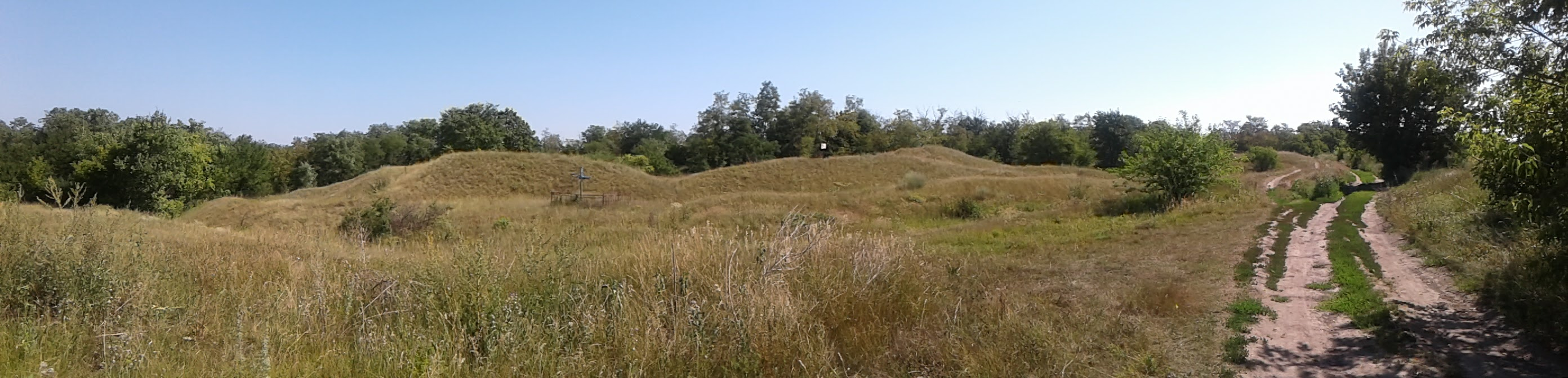
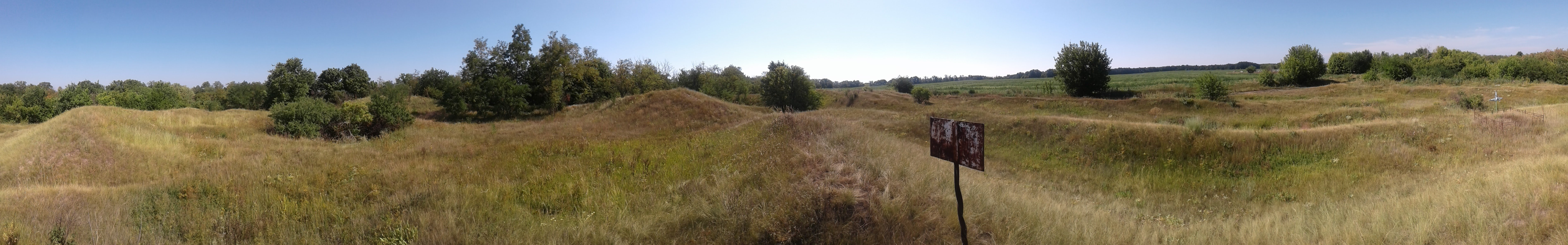
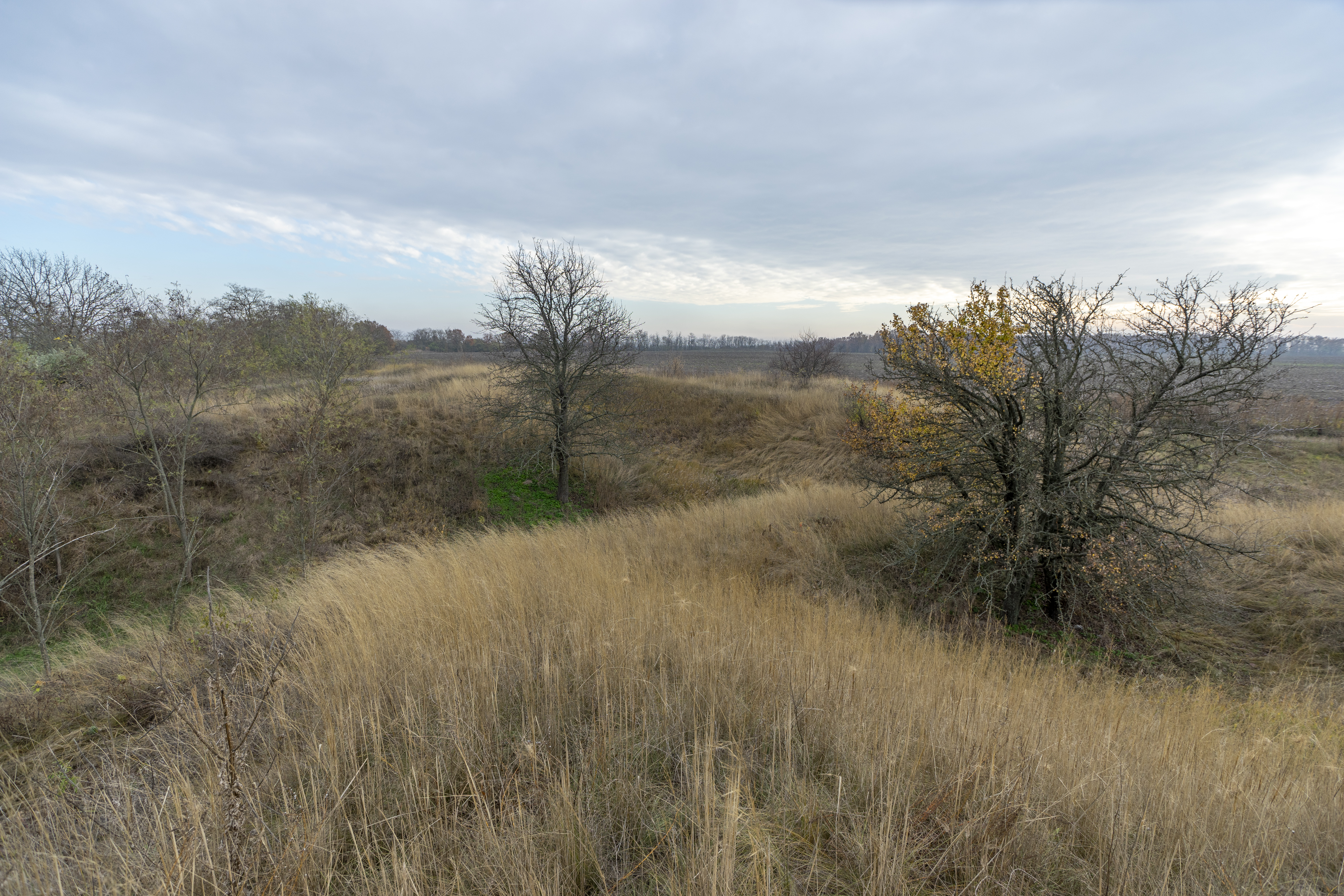
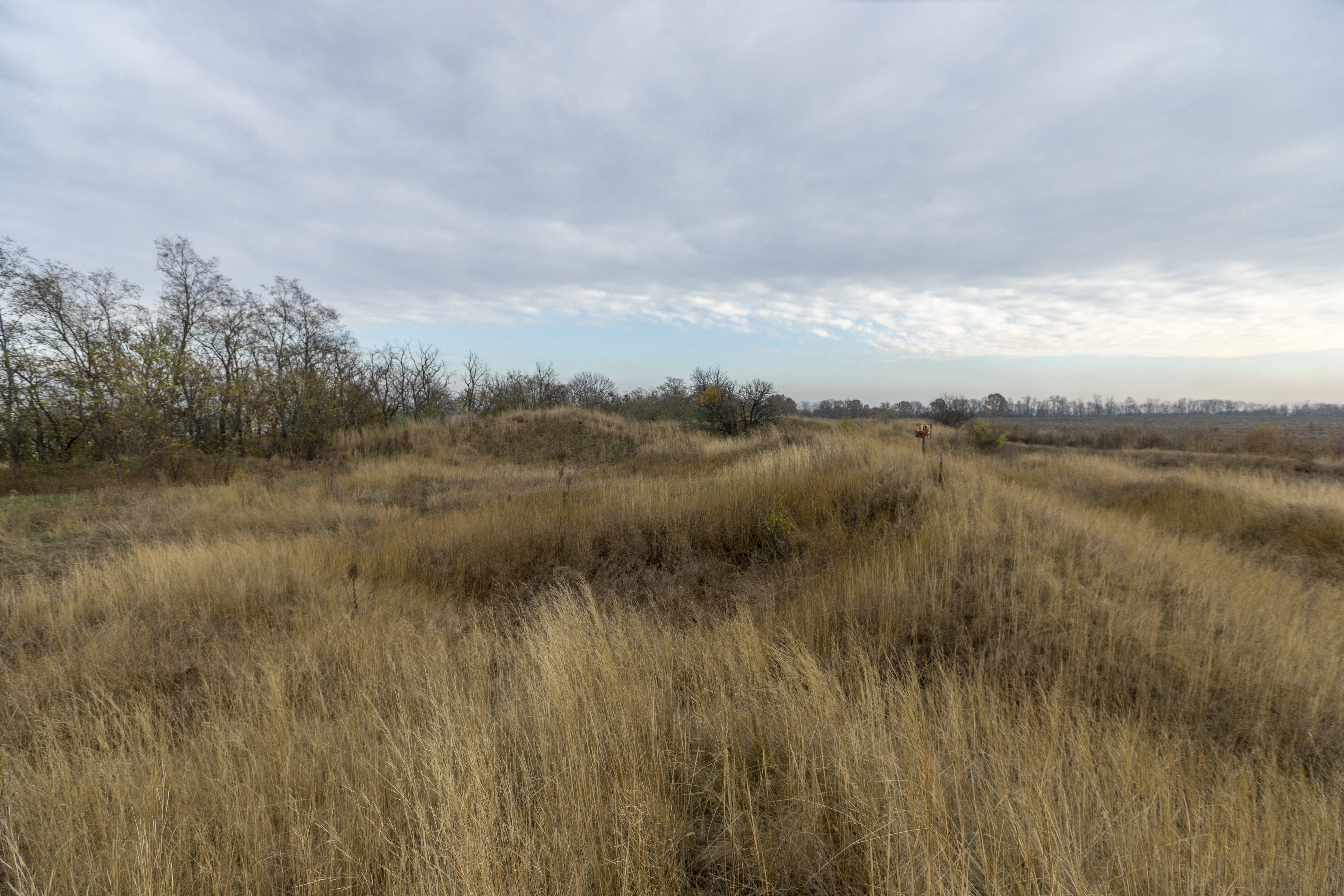
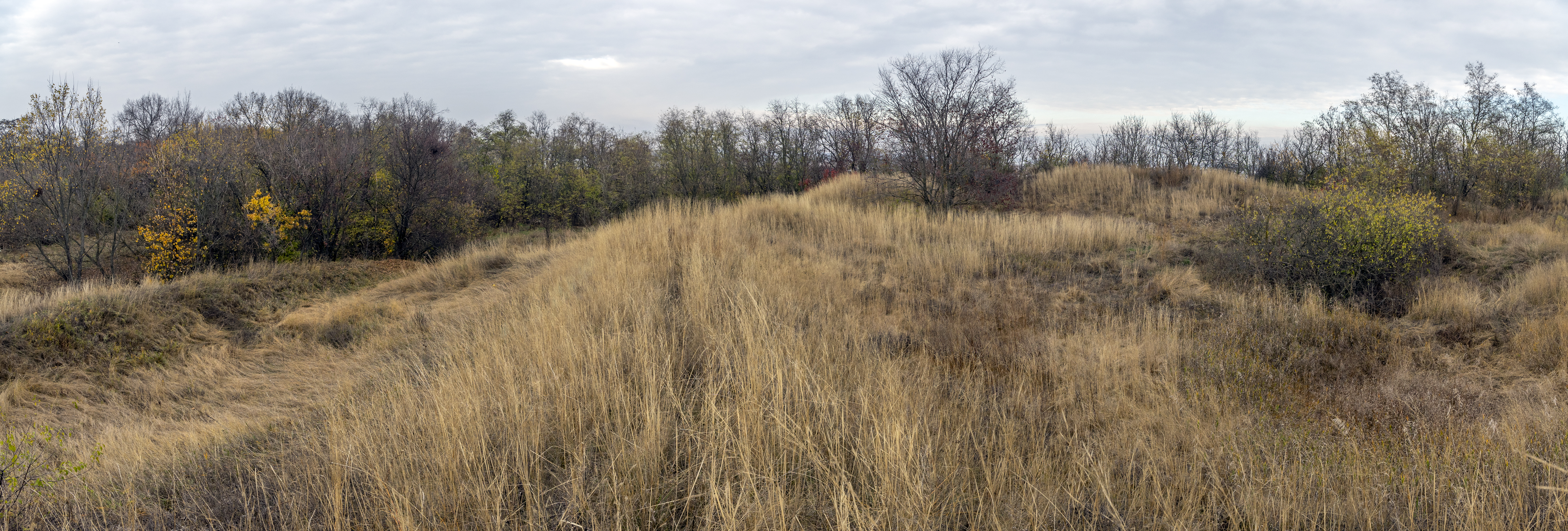